# Mizeria
La mizeria es una ensalada polaca que consta de pepinos rebanados o rallados, a menudo con crema ácida o kéfir, y algunos casos aceite. Otros ingredientes posibles incluyen cebollas, pimienta o zumo de limón, azúcar, eneldo, ciboulette, menta o perejil. El plato servido normalmente acompañando el plato principal y es una de las ensaladas más populares en Polonia.[cita requerida]
La mizeria también se cocina tradicionalmente en la comunidad húngaro-americana en Toledo, Ohio.